# Eutrichopoda nitidiventris
Eutrichopoda nitidiventris là một loài ruồi trong họ Tachinidae.